# 신랑의 정체
《신랑의 정체》(A Case of Identity)는 아서 코넌 도일이 발표한 56개의 셜록 홈즈 단편 중 하나이며, 단편집 《셜록 홈즈의 모험》 중 세 번째 작품이다.

## 줄거리

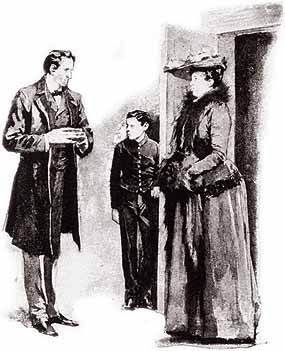
홈즈가 메리양을 맞이하고 있다.

이 사건은 1888년 메리 서덜랜드양에 대한 이야기이다. 메리는 숙부가 남겨준 유산의 이자를 매년 받아 생활하고 있다. 그녀는 조용한 런던 신사와 약혼했는데 갑자기 남자가 사라진 것이다.
약혼자인 호스머 앤젤은 별난 성격으로 조용하고 그의 삶에 대한 비밀이 많은 사람이었다. 서덜랜드양은 그가 리든홀가의 사무실에서 일한다는 것만 알고 있었다. 그가 서덜랜드양에게 보낸 편지는 타이프로 쳤다.(심지어 서명까지) 그리고 서덜랜드양이 회신할 때에는 우체국으로 보내달라고 요청했다. 그러던 중, 결혼식 당일 앤젤씨가 갑자기 사라진 것이다.
홈즈는 호스머 앤젤이 서덜랜드양의 젊은 계부(제임스 윈디뱅크)가 외국으로 출장중일 경우에만 만난다는 사실로 결론에 도달했다. 타이핑한 편지는 그의 생각에 더욱 더 확신을 주었다. 이 사건으로 이득을 얻는 사람을 바로 계부인 제임스 윈드뱅크씨이기 때문이다. 홈즈는 엔젤이 결혼식장에 오는 도중 마차의 다른 문으로 빠져나갔다고 추리한다.
사건을 해결한 후, 홈즈는 서덜랜드양에게 사실을 말하지 않기로 한다. 홈즈는 말하기를 ”그녀는 내 말을 믿지 않을거야. 여자의 환상을 빼앗는 사람은 위험하지.” 그러나 홈즈는 자신의 의무를 충실히 수행하지 못했다는 이유로 비난받을 수도 있다. 즉, 그녀가 홈즈에게 의뢰한 사건을 수사하고 그녀에게 결과를 알려주어 나머지 일들은 그녀가 결정할 수 있도록 해야했다. 홈즈는 그의 의뢰인에게 ”엔젤 씨”를 잊으라고 충고하지만 서덜랜드양은 홈즈의 조언을 거절하고 ”엔젤”이 다시 나타날 때까지 기다리겠다고 맹세한다.